# 德特尼劇場

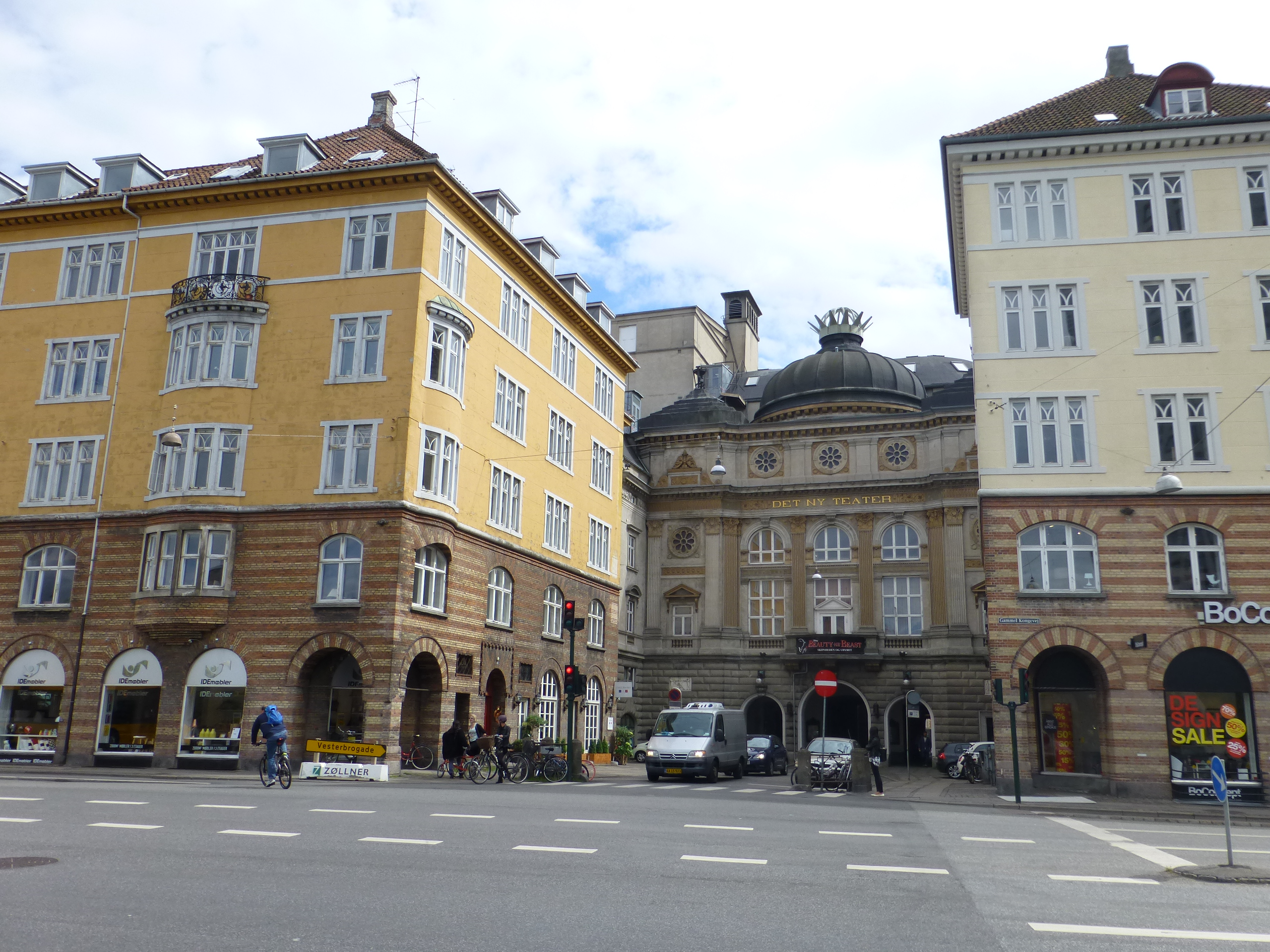

德特尼劇場（Det Ny Teater）是位於丹麥首都哥本哈根的一座劇場。德特尼劇場開業於1908年。現在德特尼劇場的面積超過12000平方米，是丹麥規模最大的劇場之一。德特尼劇場現在擁有擁有兩個舞台，其中較大的舞台可以容納超過1000人的觀眾，另外還有一個較小的位於地下的舞台，創建於1994年。